# Gaston Bodart
Pour les articles homonymes, voir Bodart.
Gaston Bodart (né le 13 janvier 1867 à Vienne et mort le 2 août 1940 dans la même ville) est un historien militaire, statisticien et fonctionnaire du gouvernement autrichien.

## Famille
Sa famille est originaire de Belgique. Ses parents sont Narciß Bodart (1830-1882) et sa femme Pauline Gloxin (née en 1845). Bodart lui-même s'est marié le 22 janvier 1895 avec Hedwig Neuhold et vit à Hart près de Gloggnitz.
Il devient connu pour avoir analysé les pertes dans les guerres avec la participation autrichienne, ainsi que la guerre de Trente Ans et la guerre russo-japonaise de 1905. Pendant de nombreuses années, son travail est le travail de référence dans ce domaine. En tant que membre de la commission royale-impériale, il organise la participation de l'Autriche à diverses expositions universelles.
Pour son travail, il reçoit la croix de chevalier de l'ordre de François-Joseph, ainsi que la croix de service d'or avec couronne et plusieurs ordres étrangers.

## Biographie
Il étudie le droit à l'Université de Vienne et y obtient son diplôme avec une thèse. Il entre ensuite dans la fonction publique. À partir de 1894, il est assistant à la commission royale. Pendant son mandat à la Commission, Bodart élargit la collection de la Bibliothèque de la Cour de Vienne. Il voyage également beaucoup, visitant les États-Unis avec le comité d'organisation de l'Exposition universelle de 1893. En 1895, il est avec la Commission pour l'évaluation de la Commission américaine sur la pêche, en 1907, il est à Chicago à l'exposition mondiale de l'alimentation pure.

### Historien militaire
En 1908, il publie son ouvrage le plus célèbre : le Militär-historische Kriegs-Lexikon (1618-1905). Pour cela, il examine les pertes dans plusieurs guerres depuis la guerre de Trente Ans. En 1916, il publie Losses of life in modern wars, Austria-Hungary; France y examine les pertes de l'Autriche et de l'Autriche-Hongrie depuis la guerre de Trente Ans. Il décrit 1500 batailles et montré comment les pertes de guerre conduisent à la stagnation et à la perte du potentiel créatif. Son intérêt pour l'analyse statistique des pertes de guerre le rapproche de Vernon Lyman Kellogg. Son travail est donc publié en anglais, dans la série Military Selection and Race Deterioration, par le Carnegie Endowment for International Peace, département d'économie et d'histoire.
En 1913, il examine les guerres entre l'Autriche et la France entre 1805 et 1815. Bodart écrit alors à propos de Napoléon : Aucun autre homme n'a sacrifié autant de personnes au dieu de la guerre que Napoléon Ier, aucun autre homme n'a apporté la mort à cette échelle, aucun commandant ne s'en souciait moins sur ses soldats.
Son manuscrit Die Menschen-Verluste Osterreich-Ungarns im Weltkriege 1914–1918 reste inédit,.

## Travaux
- Die Erforschung der Menschenverluste Oesterreich-Ungarns
- Losses of life in modern wars, Austria-Hungary; France, by Gaston Bodart, Series, Military selection and race deterioration, by Vernon Lyman Kellogg; ed. by Harald Westergaard ... Oxford, The Clarendon Press; London, New York [etc.] H. Milford, 1916
- Militär-historisches Kriegs-Lexikon (1618–1905). Wien und Leipzig, C. W. Stern, 1908
- Kämpfe und Entwicklung der russischen Marine seit ihrer Entstehung bis heute: 1704 – 1904. Wien: Braumüller in Komm., 1904.
- Die für’s Vaterland gestorbenen Generale und Admirale der kriegführenden Staaten: 1612–1905 Wien [u. a.] : Stern, 1909.
- Erziehung, Ottilie Bondy, Gaston Bodart, Henry Kautsch, Georg Adam Scheid. Wien : K.K. Central Commission, 1894